# Henry Koster
Henry Koster (Hermann Julius Kosterlitz), (Berlín, 1 de mayo de 1905-Camarillo, California, 21 de septiembre de 1988), fue un director de cine, guionista y productor estadounidense recordado por películas como The Bishop's Wife (1947), Harvey (1950), The Robe (1953), El favorito de la reina (1955) y Prometidas sin novio (1961).

## Primeros años de vida
Nacido en una familia en la que el padre se fue de casa cuando Koster todavía estudiaba, tuvo que asumir la responsabilidad económica por su madre Emma y su hermana Alice. Dotado de una personalidad fuerte y decidida, logró terminar su educación, que incluyó la dirección de la ópera Don Carlos en una presentación estudiantil. Su abuelo materno, Julius Salomon, había sido un tenor de cierta fama, y su madre se ganaba la vida tocando el piano durante la proyección de películas mudas en el salón de cine que pertenecía a su tío Rickard. Toda su infancia y juventud estuvieron matizadas por la música clásica y las visitas al biógrafo de su tío.
Pasó las penurias de la Primera Guerra Mundial y vivió el renacer intelectual de la República de Weimar. Aportó económicamente al hogar, escribiendo cuentos cortos que llamaron la atención de algunos directores de cine que buscaban nuevos talentos para cubrir el flujo de películas que comenzaban a producirse. A los 17 años era ya un escritor establecido de cuentos cortos. De esta manera comenzó a escribir para los directores Kurt Bernhardt, Robert Siodmak y Erich Engel, iniciando más tarde su carrera como cineasta trabajando como guionista en una productora berlinesa.

## Vida artística
A comienzos de la década de 1930 se desempeñó como asistente de dirección de Kurt Bernhardt, y para 1932 intentó la dirección de su primera película Das Abenteuer Der Thea Roland. Todo parecía ir bien hasta 1933, y se encontraba en la finalización de su segunda película, Das Hässliche Mädchen, cuando Adolfo Hitler asumió el poder y ordenó la nacionalización de los bancos y la confiscación de todo el dinero perteneciente a ciudadanos de religión judía, depositado en ellos. También el ambiente en los estudios de cine comenzó a ponerse hostil, y algunos de sus amigos y conocidos comenzaron a evitar ser vistos con él, lo que lo decidió a abandonar el país para cuando su película estuviera lista. Un incidente apuró su decisión cuando fue a retirar su dinero de su banco, el cual le fue negado por un funcionario, acompañado de la explicación de la confiscación, e insultos por su condición de judío. Se produjo un forcejeo entre ambos, resultando el funcionario inconsciente por los golpes que recibió. El jefe administrativo del banco hizo acto de presencia, y sabiendo las consecuencias que podría acarrearle a Hermann, lo tomó del brazo llevándolo a la puerta, donde le entregó todo el dinero que llevaba consigo y le dijo que se fuera directamente a la estación de ferrocarril y abandonara el Tercer Reich. Esa misma tarde el joven dejaba el país con destino a París, para no regresar sino hasta 1952.
Ya en París, se consiguió un apartamento y comenzó a escribir historias, que ofreció a sus conocidos directores en Alemania. Pronto fueron llegando a París, productores y directores a buscar los guiones de Hermann, escritos bajo seudónimo. En 1934 recibió un telegrama del productor Joseph Pasternak, que representaba a Universal Pictures en Europa, en el cual lo invitaba a Budapest a dirigir películas. Hermann viajó a Hungría, donde conoció a la que sería su primera esposa, Katarina “Kato” Kiraly, una cantante y actriz húngara, y donde realizaría 4 películas para Universal Pictures.

### Vida en EE. UU.
En 1935 Joseph Pasternak recibió un telegrama de Carl Laemmle, uno de los fundadores de Universal Studios, donde lo urgía a abandonar Europa para evitar la persecución que podría afectarlo por su origen judío, y emigrar a los Estados Unidos contratado por Universal Studios. Pasternak le agradeció la oferta, condicionándola a que su director Hermann Kosterlitz lo acompañara. En Hollywood, la Universal por su parte, dijo que ya tenían demasiados directores alemanes y que solamente le podrían ofrecer la realización de una película.
En febrero de 1936 ambos cineastas alemanes y sus familias llegaban a Nueva York, para seguir viaje por tren a Hollywood. Para sorpresa de ambos, la Universal Studios, por problemas financieros, había pasado a manos del Bank of America, y Carl Laemmle ya no era un factor en las decisiones de la empresa; el nuevo jefe, Charles R.Rogers, estaba empeñado en una campaña de despidos que los incluía a ambos. Después de un tiempo y de algunas intervenciones legales, recibieron la aprobación para realizar la película.
Con los nombres de Henry Koster y Joe Pasternak, como director y productor asociado respectivamente, realizaron el filme Tres diablillos (1936), una comedia musical que incluía en el reparto a una incipiente Deanna Durbin y que resultaría un éxito de taquilla. El trío realizó cinco películas del género comedia musical, todas candidatas al premio Óscar, exceptuando Loca por la música (1937) que recibió el premio Óscar 1938, a la mejor música. Otra actriz que participó en sus películas fue Betty Grable.
En 1940 realizaron Princesita, en la cual participó la actriz Peggy Moran. Se estableció una relación amorosa entre Henry Koster y ella, terminando el matrimonio con Kato Kiraly.
En 1942 Koster y Pasternak dejaron Universal Studios y al año siguiente firmaron contrato con Metro-Goldwyn-Mayer (MGM), siendo el filme Al compás del corazón (1944) el primero de una serie de tres que Koster realizaría para la MGM.  El filme Dos hermanas de Boston (1946) fue el último en el cual trabajaría con su amigo Joe Pasternak.
En 1947 realizó para The Samuel Goldwyn Company, The Bishop's Wife , que recibió el premio Óscar al mejor sonido. Al año siguiente dirigió para Twentieth Century-Fox Film Corporation, The Luck of the Irish; y en 1949 lo haría para Warner Bros. Pictures dirigiendo al popular actor Danny Kaye en El inspector general.
En la década de 1950 Koster realizó 19 películas, casi todas para Twentieth Century-Fox Film Corporation, pero también para Universal International Pictures, como Harvey (1950) y otras productoras.
Películas destacadas fueron Mi prima Raquel (1952), The Robe (1953), que fue la primera película exhibida en Cinemascope; Desirée (1954), El favorito de la reina (1955) y una coproducción franco-italiana, La maja desnuda (1958).
En la década de 1960, Henry Koster dirigió 6 filmes antes de retirarse del ambiente cinematográfico. El filme Prometidas sin novio (1961), una comedia musical, fue un éxito de público. Su último filme fue Dominique (1966).
En 1980, se fue a vivir a Camarillo, donde se dedicó a pintar y donde fallecería en 1988.
Tiene una estrella en el Paseo de la Fama de Hollywood, en 6762 Hollywood Blvd.

## Vida privada
- Su hijo y biógrafo Robert Koster lo describe como una persona de genio muy ligero.
- Su primer matrimonio fue con Katarina “Kato” Kiraly, en 1934, con la que tuvo a su hijo Robert Koster. Su segundo matrimonio fue con Peggy Moran (Mary Jeanette Moran) en 1942, con la que tuvo dos hijos, Nicolas y Peter Koster.
- Estuvo siempre interesado, además de la dirección, en la pintura, la escultura y el dibujo de caricaturas.
- Fue uno de los primeros miembros del Directors Guild of America (Gremio de directores de Estados Unidos) cuando fue fundado en 1936.
- A pesar de haber dirigido numerosos filmes candidatos y ganadores del premio Óscar, solo fue elegido candidato al premio en 1947 por The Bishop's Wife.
- Escribió los guiones de 47 películas europeas. Dirigió 40 filmes estadounidenses y 9 europeos.
- Entre los actores y actrices que aparecieron en sus películas figuran Deanna Durbin, Betty Grable, Robert Cummings, Richard Burton, Marlon Brando, Jean Simmons, Bette Davis, Richard Todd y James Stewart entre otros.

## Filmografía selecta
| - The Great Opportunity (1925) - The Woman from Berlin (1925) - Orphan of Lowood (1926) - Children's Souls Accuse You (1927) - Prinz Louis Ferdinand (1927) - The Last Fort (1928) - Sinful and Sweet (1929) - German Wine (1929) - Diary of a Coquette (1929) - The Last Company (1930) - The Indictment (1931) - The Man Who Murdered (1931) - I'll Stay with You (1931) - Reckless Youth (1931) - Who Takes Love Seriously? (1931) - The Rebel (1932) - Gypsies of the Night (1932) - Five from the Jazz Band (1932) - The Tunnel (1933) - The Weaker Sex (1933) - Polish Blood (1934) - Gold in the Street (1934) - Thea Roland (1932) - Das häßliche Mädchen (1933) - Peter (1934) - The Affairs of Maupassant (1935) - Catherine the Last (1936) - Three Smart Girls (1936) - One Hundred Men and a Girl (1937) | - The Rage of Paris (1938) - The Affairs of Maupassant (1938) - Three Smart Girls Grow Up (1939) - First Love (1939) - Spring Parade (1940) - It Started with Eve (1941) - Music for Millions (1944) - Two Sisters from Boston (1946) - The Bishop's Wife (1947) - The Unfinished Dance (1947) - Come to the Stable (1949) - Harvey (1950) - Mr. Belvedere Rings the Bell (1951) - No Highway in the Sky (1951) - My Cousin Rachel (1952) - Stars and Stripes Forever (1952) - The Robe (1953) - Désirée (1954) - A Man Called Peter (1955) - The Virgin Queen (1955) - Good Morning, Miss Dove (1955) - D-Day the Sixth of June (1956) - The Power and the Prize (1956) - My Man Godfrey (1957) - Fräulein (1958) - The Naked Maja (1958) - The Story of Ruth (1960) - Flower Drum Song (1961) - Mr. Hobbs Takes a Vacation (1962) - Take Her, She's Mine (1963) - Dear Brigitte (1965) - The Singing Nun (1966) |

## Premios y distinciones
Premios Óscar
| Año  | Categoría      | Película            | Resultado |
| ---- | -------------- | ------------------- | --------- |
| 1948 | Mejor Director | La mujer del obispo | Nominado  |

Festival Internacional de Cine de Venecia
| Año  | Categoría              | Película              | Resultado |
| ---- | ---------------------- | --------------------- | --------- |
| 1938 | Recomendación especial | La sensación de París | Ganador   |